# Arménie aux Jeux olympiques d'hiver de 2010
Cet article contient des informations sur la participation et les résultats de l'Arménie aux Jeux olympiques d'hiver de 2010 à Vancouver au Canada. Elle était représentée par quatre athlètes.

## Cérémonies d'ouverture et de clôture

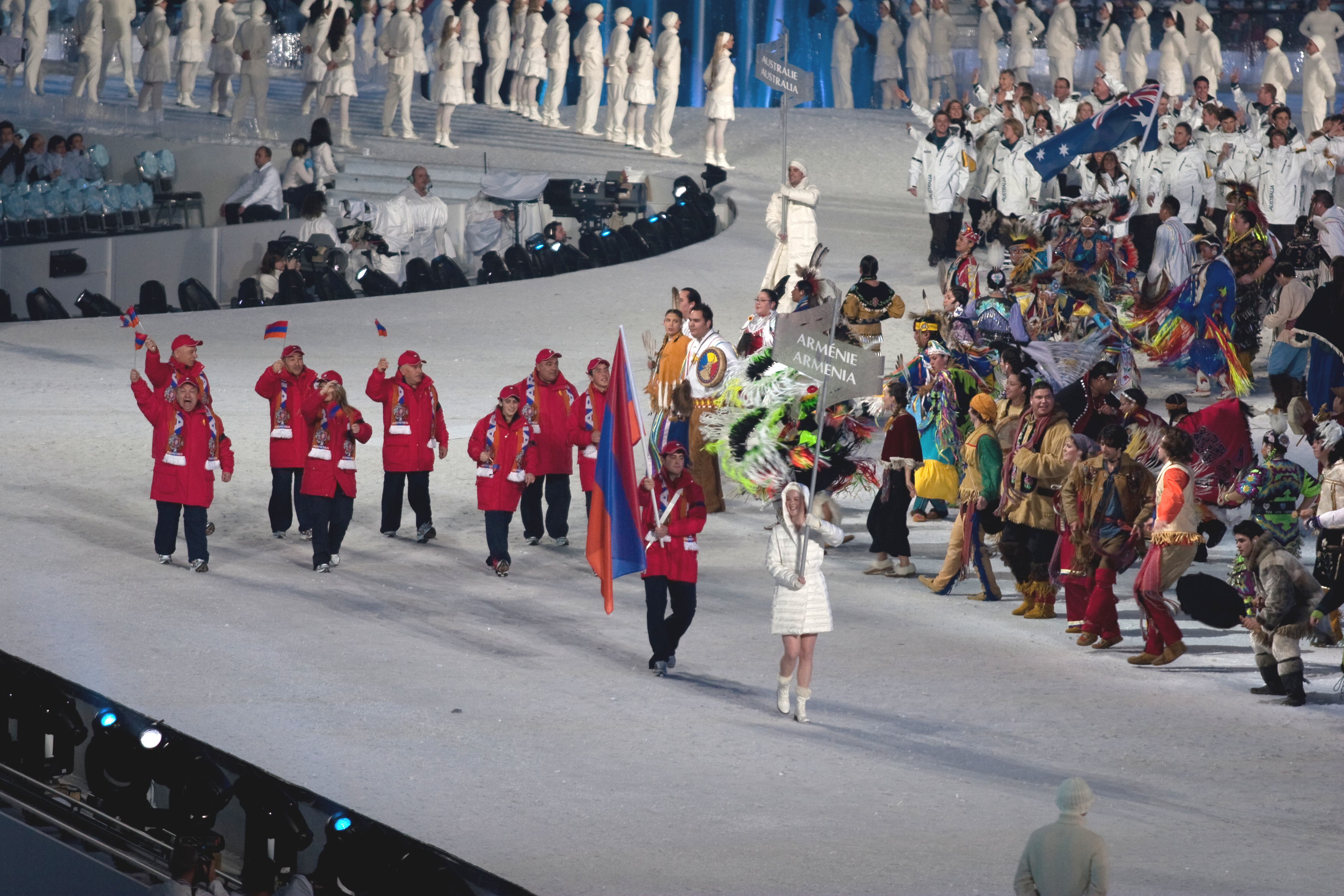
Entrée de la délégation arménienne lors de la cérémonie d'ouverture.

Comme cela est de coutume, la Grèce, berceau des Jeux olympiques, ouvre le défilé des nations, tandis que le Canada, en tant que pays organisateur, ferme la marche. Les autres pays défilent par ordre alphabétique. L'Arménie est la sixième des 82 délégations à entrer dans le BC Place Stadium de Vancouver au cours du défilé des nations durant la cérémonie d'ouverture, après l'Argentine et avant l'Australie. Cette cérémonie est dédiée au lugeur géorgien Nodar Kumaritashvili, mort la veille après une sortie de piste durant un entraînement. Le porte-drapeau du pays est le fondeur Sergey Mikayelyan.
Lors de la cérémonie de clôture qui se déroule également au BC Place Stadium, les porte-drapeaux des différentes délégations entrent ensemble dans le stade olympique et forment un cercle autour du chaudron abritant la flamme olympique. Le drapeau arménien est alors porté par Arsen Nersisyan, spécialiste du ski alpin.

## Engagés par sport

### Ski alpin
Hommes
- Arsen Nersisyan

Femmes
- Ani-Matilda Serebrakian

### Ski de fond
Hommes
- Sergey Mikayelyan

Femmes
- Kristine Khachatryan

## Diffusion des Jeux en Arménie
Les Arméniens peuvent suivre les épreuves olympiques en regardant la chaîne ARMTV, ainsi que sur le câble et le satellite sur Eurosport. Eurosport et Eurovision permettent d'assurer la couverture médiatique arménienne sur Internet.